# Изография
Изогра́фия (от греч. ίσος — равный и греч. γραφή— писание) — точное воспроизведение или факсимилирование каких бы то ни было письмен, а также коллекция снимков с подлинных писем, рукописей и подписей знаменитых людей.
В Древней Руси слова «изография» и «изограф» использовались в значении слов «живопись» и «живописец» либо же «иконописание» и «иконописец».